# 마름뇌
마름뇌 (rhombencephalon, 그리스어: rhomboeides, 마름모(rhombus)꼴 모양의) 또는 능형뇌(菱形腦) 또는 능뇌(菱腦) 또는 후뇌 (後腦, hindbrain)는 뇌의 주요한 3부분인 전뇌, 중간뇌, 후뇌 중 하나로 척수와 만나는 마지막 뇌 부위이다. 따라서 후뇌는 중뇌와 척수 사이에 해부학적으로 위치한다. 척추동물의 발생 초기 신경관 전단부의 세 개의 불룩한 부분 가운데 맨 뒤의 것으로, 전신의 운동을 담당하는 교뇌와 숨뇌, 그리고 소뇌(小腦)로 되어 있다.
마름뇌 (rhombencephalon)는 뒤뇌 (metencephalon)와 마이엘렌세팔론 (myelencephalon)이 된다.

## 후뇌의 각 영역들
| 500PX |
| [후뇌의 중심 단면] 소뇌(cerebellum),교뇌(다리뇌 pons), 숨뇌(연수 medulla) - (1) posterior medullary velum 후방 수질 연구개,(2)Choroid plexus 맥락막 신경총,(3) Cisterna cerebellomedullaris of subarachnoid cavity 지주막 하강의 소뇌연수조,(4)Central canal 중앙 운하,(5) Corpora quadrigemina 사구체,(6) Cerebral peduncle 대뇌다리(대뇌각),(7) Anterior medullary velum 전방 수질 연구개,(8) Ependymal lining of ventricle 심실의 뇌실 내막,(9) Cisterna pontis of subarachnoid cavity 지주막 하강의 교뇌수조,화살표 방향은 미장디(Magendie)의 구멍을 통한 뇌척수액(CSF)의 흐름 ,척수(spiral cord), 중간뇌(midbrain) |

## 뇌간망양체
뇌간(腦幹)은 척수(spiral cord)와 대뇌(cerebrum) 사이에 줄기처럼 연결된 뇌의 부분으로 중간뇌(midbrain), 다리뇌(pons), 숨뇌(medulla)로 이루어져 있다. 한편 이 부위의 뇌간망양체(腦幹網樣體)는 중간뇌에서 숨뇌에 걸쳐 있는, 신경 세포와 신경 섬유의 집단이다. 호흡과 혈압을 조절하고 의식이나 주의력을 유지하는 데 중요한 역할을 하며 많은 생리학적 연구 및 보고에서 대뇌의 절반이상이 손상되어도 생명유지에는 지장이 없을수있으나 뇌간은 망양체의 작은 손상만으로도 호흡조절,심장박동등 생명유지기능이 불가능해진다고 알려져있다. 한편 뇌간의 망상체활성화 시스템은 수면과 각성수준 및 사이클을 조절한다.

## 같이 보기
- 말초신경
- 뇌줄기
- 앞뇌 (forebrain, prosencephalon, 전뇌)

- 끝뇌 (telencephalon, 종뇌)
- 사이뇌 (diencephalon, 간뇌)

- 중간뇌 (midbrain, mesencephalon, 중뇌)
- 마름뇌 (hindbrain, rhombencephalon, 후뇌)

- 뒤뇌 (metencephalon)

- 다리뇌 (pons)
- 소뇌 (cerebellum)

- 마이엘렌세팔론 (myelencephalon, medulla oblongata, 숨뇌)